# Нови живот (часопис)
Нови живот (свк. Nový život: Mesačník pre literatúru a kultúru) је месечни часопис војвођанских Словака за књижевност и културу који издаје Словачки издавачки центар у Бачком Петровцу.

## Историјат
У питању је наследник часописа за књижевност и културу Наш живот који је излазио од 1933. до 1947. године. На првој оснивачкој скупштини Одбора за Словаке Савеза културно–просветних друштава Војводине, која је одржана 18. јула 1948. године, једна од главних тачака било је управо издавање часописа. Нова концепција часописа донела је и ново име: Нови живот. Књижевно-издавачки пододбор на челу са председником Златком Клаћиком, који је касније изабран за одговорног уредника, био је одговоран за припрему и издавање часописа. Предложено је да часопис буде месечник, међутим предлог није одобрен, а часопис није био публикован све до 1949. године када је дошло до промене главног уредника. Мартин Томан, одговорни уредник недељника Хлас људу изабран је и за одговорног уредника Новог живота. Први број под његовом надлежношћу излази у априлу 1949. године. Пошто стручна јавност није била задовољна квалитетом часописа, предлаже се да се поново измене чланови редакције. За уредника је изабран Јурај Спевак. Редакција је већ у првом годишту одредила форму и садржај часописа а њихов основни циљ је био да ангажују људе који се баве књижевним стваралаштвом. У часопису су почела да излазе и преведена дела многих српских, румунских, русинских, чешких, македонских, мађарских, словеначких, албанских, италијанских и бугарских аутора. Часопис Нови живот од 1972. године почиње да излази сваког другог месеца. Својим садржајем допринео је развоју књижевне делатности многих народности. Преводилачка делатност је била обимна а најчешће се у овој улози јављају имена Павел Мучаји, Јан Лабат, Михал Бабинка, Јурај Тушјак, Вићазослав Хроњец и др. Часопис Нови живот је одиграо важну улогу и у очувању словачког језика у Југославији.

## Списак главних и одговорних уредника
- Мартин Томан (1949)
- Јурај Спевак (1949–1953)
- Јан Кмећ (1954–1966)
- Јурај Спевак (1967–1973)
- Михал Харпањ (1974–1981)
- Вићазослав Хроњец (1982–1989)
- Мирослав Дудок (1990–1993)
- Михал Ђуга (1994–1997)
- Вићазослав Хроњец (1998–2004)
- Томаш Человски (2005)
- Адам Светљик (2006–2014)
- Зденка Валент-Белић (од 2015)[2]

## Награде и признања
- Награда Реда братства и јединства са сребрним венцем (1981)
- Медаља Андреја Хлинке (1992)
- Награда Књижевног информативног центра из Братиславе (1999)